# 柏厚生総合病院
柏厚生総合病院（かしわこうせいそうごうびょういん）は、医療法人社団協友会が千葉県柏市に設置する病院。

## 診療科
（この節の出典）
- 内科
- 一般内科
- 呼吸器内科
- 循環器内科
- 消化器内科
- アレルギー・膠原病内科
- 血液内科
- 腫瘍内科
- 糖尿病センター
- 腎センター
- 肝臓内科
- 内視鏡センター
- 外科
- 呼吸器外科
- 心臓外科
- 血管外科
- 乳腺外科
- 門脈圧亢進症・移植外科
- 小児外科
- 消化器外科
- 内視鏡外科
- 整形外科
- 人工関節センター
- 脊椎脊髄病センター
- 形成外科
- 下肢血管・創傷治療センター
- 脳卒中センター
- 脳神経外科
- 脳神経内科
- 小児科
- 皮膚科
- 泌尿器科
- 眼科
- 耳鼻咽喉科
- 禁煙外来
- リハビリテーション科
- 放射線科
- 病理診断科
- 歯科口腔外科
- 医療麻酔科
- 健診センター

## 交通アクセス
- 常磐線・東武野田線（東武アーバンパークライン）柏駅下車　西口から徒歩約18分、東武バス柏駅西口3番乗り場・系統「柏02」停留所「高田下」下車徒歩5分[2]